# Fiordimonte
Fiordimonte är en ort och frazione i kommunen Valfornace i provinsen Macerata i regionen Marche i Italien.
Fiordimonte tillsammans med kommen Pievebovigliana bildade den 1 januari 2017 den nya kommunen Valfornace. Den tidigare kommunen hade 201 invånare (2016).